# 锡瓦基
锡瓦基（羅馬化：Sivaki）是俄罗斯阿穆尔州的市级镇，属马格达加奇区，位于区行政中心马格达加奇东南方。
该地2021年有人口1,523人；2010年人口2,056；2002年人口2,578；1989年人口3,721。